# Ouija (2014)
Ouija é um filme norte-americano de terror sobrenatural de 2014 dirigido por Stiles White, produzido por Jason Blum, Michael Bay, Andrew Form, Bradley Fuller e Bennett Schneir e escrito por Juliet Snowden e Stiles White. O filme é estrelado por Olivia Cooke, Ana Coto, Daren Kagasoff, Douglas Smith e Bianca A. Santos. Foi lançado no dia 24 de outubro de 2014. É a primeira adaptação de propriedade da Hasbro produzida pela Platinum Dunes e Blumhouse Productions, assim como o primeiro filme de terror da Hasbro. Apesar das críticas negativas o filme foi um sucesso de bilheteria. O mesmo recebeu uma continuação lançada em 2016, Ouija: A Origem Do Mal, que serve como um prólogo para o primeiro filme.

## Sinopse
Após a morte de Debbie (Shelley Hennig), um grupo de amigos decidem usar o tabuleiro Ouija para se comunicar com o espírito dela. Durante a sessão o jogo tem três regras: "Você Nunca Pode Jogar em um Cemitério", "Você Nunca Pode Jogar Sozinho" e "Sempre Diga Adeus". Mas coisas estranhas começam a acontecer com cada um deles.

## Elenco
- Olivia Cooke como Laine Morris
  - Afra Sophia Tully como Laine jovem
- Ana Coto como Sarah Morris
  - Izzie Galanti como Sarah jovem
- Daren Kagasoff como Trevor
- Douglas Smith como Pete
- Bianca A. Santos como Isabelle
- Matthew Settle como Anthony Morris
- Lin Shaye como Paulina Zander
- Shelley Hennig como Debbie Galardi
  - Claire Beale como Debbie jovem
- Vivis Colombetti como Nona
- Robyn Lively como Mrs. Galardi
- Bill Watterson como Diner Manager
- Sierra Heuermann como Doris Zander
  - Sunny May Allison como Doris jovem
- Claudia Katz como Mrs. Zander